# Heusden Koers 2016
De 68e editie van de Belgische wielerwedstrijd Heusden Koers werd verreden op 16 augustus 2016. De start en finish vonden plaats in Heusden. De winnaar was Timothy Dupont, gevolgd door Jens Debusschere en Kenny Dehaes.

## Uitslag
| Heusden Koers 2016 |                  |                             |          |
| Plaats             | Naam             | Ploeg                       | Tijd     |
| Winnaar            | Timothy Dupont   | Verandas Willems            | 3u41'12" |
| 2                  | Jens Debusschere | Lotto-Soudal                | z.t.     |
| 3                  | Kenny Dehaes     | Wanty-Groupe Gobert         | z.t.     |
| 4                  | Yoeri Havik      | Team 3M                     | z.t.     |
| 5                  | Joeri Stallaert  | Cibel-Cebon                 | z.t.     |
| 6                  | Niels De Rooze   | Veranclassic-AGO            | z.t.     |
| 7                  | Bert De Backer   | Team Giant-Alpecin          | z.t.     |
| 8                  | Jasper Bovenhuis | An Post-Chainreaction       | z.t.     |
| 9                  | Lawrence Naesen  | Cibel-Cebon                 | z.t.     |
| 10                 | Jonas Rickaert   | Topsport Vlaanderen-Baloise | z.t.     |

1929 · 1930-1935 · 1936 · 1937 · 1938 · 1939 · 1952 · 1953 · 1954 · 1955 · 1956 · 1957 · 1958 · 1959 · 1960 · 1961 · 1962 · 1963 · 1964 · 1965 · 1966 · 1967 · 1968 · 1969 · 1970 · 1971 · 1972 · 1973 · 1974 · 1975 · 1976 · 1977 · 1978 · 1979 · 1980 · 1981 · 1982 · 1983 · 1984 · 1985 · 1986 · 1987 · 1988 · 1989 · 1990 · 1991 · 1992 · 1993 · 1994 · 1995 · 1996 · 1997 · 1998 · 1999 · 2000 · 2001 · 2002 · 2003 · 2004 · 2005 · 2006 · 2007 · 2008 · 2009 · 2010 · 2011 · 2012 · 2013 · 2014 · 2015 · 2016 · 2017 · 2018 · 2019 · 2020 · 2021 · 2022 · 2023